# Nuklearni turizam
Atomski turizam ili nuklearni turizam novi je oblik turizma u kojem se posjetitelji educiraju o atomskom dobu, putujući do važnih mjesta u atomskoj povijesti poput reaktora za nuklearna ispitivanja, muzeja s artefaktima nuklearnog oružja, dostavna vozila, mjesta gdje je atomsko oružje detonirano i nuklearnih elektrana.
Centar za tumačenje korištenja zemljišta, koji se nalazi u Sjedinjenim Američkim Državama, proveo je obilaske po važnim povijesnim lokacijama iz atomskog doba, poput poligona Nevada, Trinity Site, Hanford Site i drugih, u svrhe istraživanja kulturnih značajki tih nuklearnih zona. Knjiga Overlook: Exploring the Internal Fringes of America ('Previd: Istraživanje unutarnjih rubova Amerike') opisuje svrhu ovog turizma kao "prozore u američku psihu i znamenitosti koje očituju bogate dvosmislenosti kulturne povijesti nacije". Američki fotograf Richard Misrach i spisateljica Myriam Weisang Misrach 1990. godine predložili su osnivanje Ureda za atomski turizam.
Posjetitelji černobilske zone isključenja često posjećuju i obližnji napušteni grad Pripjat. Spomenik mira u Hirošimi, koji je uspio preživijeti uništenje Hirošime, danas se nalazi na popisu UNESCO-ve svjetske baštine u središtu Memorijalnog parka mira u Hirošimi. Atol Bikini jedno je vrijeme bio mjesto inicijative ronilačkog turizma. Od 2012. Kina je planirala izgraditi turističko odredište na svom prvom mjestu za atomsko testiranje, bazi Malan u Lop Nur u autonomnoj regiji Xinjiang.
Tijekom ranog atomskog doba, od sredine 1940-ih i ranih 1950-ih, kada se nuklearna reakcija smatrala znakom napretka i modernosti, grad Las Vegas i njegova Gospodarska komora prozvali su Vegas "Atomskim gradom" u pokušaju da privuku turiste. Takozvane "zabave gledanja bombi" održavale su se na vrhovima pustinjskih brežuljaka ili poznatije u panoramskoj Sky room (nebeskoj sobi) u Desert Innu, a kockarnice su održavale izbore za Miss Atomic uz posluživanje "atomskih koktela".
Nekolicina nuklearnih elektrana u svojoj ponudi ima obilaske objekata ili edukaciju u centrima za posjetitelje.

## Atomski muzeji
- Povijesni muzej Los Alamosa, Los Alamos, Novi Meksiko – predmeti iz projekta Manhattan
- Muzej znanosti Bradbury, Los Alamos, Novi Meksiko – povijest projekta Manhattan
- Grafitni reaktor X-10, Oak Ridge, Tennessee – prvi nuklearni reaktor koji proizvodi plutonij 239
- Savannah River Site, Južna Karolina – mjesto proizvodnje plutonija i tricija
- Eksperimentalni oplodni reaktor I, Arco, Idaho – prvi nuklearni reaktor za proizvodnju električne energije, prvi oplodni reaktor i prvi reaktor koji koristi plutonij kao gorivo
- Nuklearna elektrana Obninsk, Obninsk – prvi nuklearni reaktor na svijetu koji je proizvodio komercijalnu električnu energiju
- Hanford Site, Washington – lokacija reaktora B koji je proizveo dio plutonija za test Trinity i bombu Fat Man
- Laboratorij George Herbert Jones, Chicago, Illinois – gdje je plutonij prvi put izoliran i karakteriziran
- Američki muzej znanosti i energije, Oak Ridge, Tennessee – čahure bombi
- Nacionalni muzej atomskih ispitivanja, Las Vegas, Nevada – nudi izlete do poligona u Nevadi
- Muzej strateških raketnih snaga u Ukrajini, Ukrajina
- Nacionalni muzej nuklearne znanosti i povijesti, Albuquerque, Novi Meksiko

- Zračna luka Tinian, Sjeverno Marijansko otočje – mjesto za lansiranje atomskih bombi na Hirošimu i Nagasaki, Japan tijekom Drugog svjetskog rata
- Titan Missile Museum, Sahuarita, Arizona – javni podzemni muzej projektila
- Nike Missile Site SF-88, Marin County, Kalifornija – potpuno obnovljen Nike raketni kompleks
- Ronald Reagan Minuteman Missile State Historic Site, Cooperstown, Sjeverna Dakota – posljednji preživjeli kompletni objekti iz 321. raketnog krila USAF- a (01. studeni 63.-30. rujna 1998.), naime Oscar-Zero Missile Alert Facility (4 mi N od Cooperstowna) i lansirnog postrojenja 33. studenog (silos za rakete, 2 mi E od Cooperstowna)
- Nacionalni muzej nuklearne znanosti i povijesti, Albuquerque, Novi Meksiko – projektili i rakete
- Nacionalni muzej zračnih snaga Sjedinjenih Država, Dayton, Ohio – bombarder Nagasaki B-29 ( Bockscar ) i projektili
- Nacionalni muzej zrakoplovstva i svemira, Washington, DC – bombarder Hirošima B-29 ( Enola Gay )
- Muzej White Sands Missile Range, Novi Meksiko
- Svemirski i raketni muzej zračnih snaga, postaja svemirskih snaga Cape Canaveral, Florida
- Muzej naoružanja zračnih snaga, zračna baza Eglin, Florida
- Minuteman Missile National Historic Site, Wall, Južna Dakota – Launch Control Facility Delta-01 s pripadajućim podzemnim Launch Control Centerom i lansirnim objektom (projektni silos) Delta-09
- Muzej zrakoplovstva i svemira Južne Dakote, Zračna baza Ellsworth, Box Elder, Južna Dakota – Minuteman Missile Transporter kamion, 44th Missile Wing Training Launch Facility (Training Missile Silos)
- Strateško zračno zapovjedništvo i svemirski muzej, Ashland, Nebraska – muzej koji se fokusira na zrakoplove i nuklearne projektile Zračnih snaga Sjedinjenih Država
- Quebec-One Missile Alert Facility, okrug Laramie, Wyoming – očuvano postrojenje za kontrolu lansiranja projektila Peacekeeper

### Razno
- Greenbrier Bunker, Greenbrier County, Zapadna Virginia – podzemni bunker za Kongres Sjedinjenih Država
- Memorijalni park mira u Hirošimi, Hirošima – sadrži Memorijal mira u Hirošimi, Memorijalni muzej mira u Hirošimi i srodne spomenike
- Park mira u Nagasakiju i Muzej atomske bombe u Nagasakiju, Nagasaki
- Brod Daigo Fukuryū Maru, japanski ribarski brod koji je bio kontaminiran nakon detonacije Castle Brava 1954. Sada je izložen u Tokiju u izložbenoj dvorani Tokyo Metropolitan Daigo Fukuryū Maru. [17]
- CFS Carp – također poznat kao Diefenbunker, nuklearni muzej hladnog rata u bivšem podzemnom kanadskom vojnom objektu izvan Ottawe
- Muzej Černobila, Kijev
- Hack Green Secret Nuclear Bunker, pokrajina Cheshirea u blizini grada na Nantwichu, UK [18]
- Tajni nuklearni bunker Kelvedon Hatch
- Izložbena dvorana terenskog ureda, Pilotska postrojenja za izolaciju otpada

## Atomske mine
- Port Radium nalazi se na kanadskom Velikom medvjeđem jezeru, a mjesto je rudnika urana važnog za projekt Manhattan.

## Mjesta eksplozija
- Australija
  - Maralinga, Južna Australija – mjesto operacija Buffalo i operacije Antler

- Indija
  - Pokhran, Rajasthan – mjesto testiranja Pokhran-II
- Japan
  - Hirošima, prva ratna uporaba atomske bombe
  - Nagasaki, posljednja ratna uporaba atomske bombe
- Ujedinjene države
  - Nacionalna šuma Carson, okrug Rio Arriba, Novi Meksiko – mjesto projekta Gasbuggy
  - Carlsbad, Novi Meksiko – mjesto projekta Gnome
  - Nevada Test Site, Nye County, Nevada – američko mjesto za nuklearna testiranja
  - Okrug Nye, Nevada – mjesto projekta Faultless
  - Pacific Proving Grounds, američko nuklearno pokusno mjesto
  - Parachute, Colorado – mjesto projekta Rulison
  - Okrug Rio Blanco, Colorado – mjesto projekta Rio Blanco
  - Planina Sand Springs, Nevada – mjesto projekta Shoal
  - Trinity Site, okrug Socorro, Novi Meksiko – mjesto prve umjetne nuklearne eksplozije
- Sovjetski Savez
  - Pogon Semipalatinsk, mjesto testiranja nuklearnog oružja Sovjetskog Saveza.

## Atomske nesreće
- Katastrofa u Černobilu bila je najgora nesreća nuklearne elektrane u povijesti. Turisti mogu pristupiti zoni isključenja koja okružuje elektranu, kao i napuštenom gradu Prypiat. [19] [20] [21] [22]
- Otok tri milje bio je mjesto javno popraćene nesreće, najznačajnije u povijesti američke komercijalne nuklearne energije. Centar za posjetitelje Three Mile Island Visitor Centre u Middletownu, Pensilvanija, bavi se obrazovanjem javnost kroz izložbe i video prikaze.[23]
- Požar u Windscaleu 10. listopada 1957. – grafitnu jezgru britanskog nuklearnog reaktora u Windscaleu, Cumbria, zahvatila je vatra, oslobađajući značajne količine radioaktivne kontaminacije u okolno područje. Događaj, poznat kao Windscaleski požar, smatran je najgorom nesrećom reaktora na svijetu sve do nesreće na Otoku tri milje 1979. godine. Oba su incidenta bila zamračena u odnosu na razmjere katastrofe u Černobilu 1986. Centar za posjetitelje zatvoren je 1992. godine i javnost ga više ne može posjetiti, pretvoren je u centar za konferencije dobavljača i poslovne događaje.[24]

## Književnost i film
Roman O-zona, autora Paula Therouxa, govori o skupini bogatih njujorških turista koji odlaze i zabavljaju se u zoni nakon nuklearne katastrofe u Ozarku.

## Vanjske poveznice
- Zaklada za atomsku baštinu
- Moj radioaktivni odmor, Phil Stuart
- Obilasci mjesta Hanford
- "Avanture u atomskom turizmu"
- Atomkeller Museum Haigerloch, Njemačka
- Atomski turizam: istraživanje svjetske nuklearne energije na atomskim lokacijama